# Kristin Falck
Kristin Falck (* 1966 in Gelnhausen) ist eine deutsche promovierte Informatikerin und Fantasyautorin.

## Leben
Kristin Falck wuchs in ihrem Geburtsort Gelnhausen auf. Nach dem Abitur 1985 am Grimmelshausen-Gymnasium Gelnhausen studierte sie bis 1990 Informatik an der Universität Karlsruhe, wo sie 1996 auch promovierte.
Falck war Sportkeglerin beim DSKC Eppelheim und nahm mit der deutschen Mannschaft an Weltmeisterschaften teil, bei denen sie 1988 und 1990 den dritten bzw. zweiten Platz beim Mannschaftskegeln (Asphalt, Damen) erreichte.
Heute lebt Kristin Falck mit ihrem Mann und ihren beiden Söhnen in Heidelberg.

## Werke
Bisher sind von Kristin Falck zwei aufeinander aufbauende Fantasybücher erschienen. Der erste Band wurde auch als Hörbuch veröffentlicht. Gelesen wurde es von Tanja Geke.
- Die Hüter der Wolken (Bastei-Lübbe 2007, ISBN 978-3-404-15787-7)
- Der Eid des Steinkönigs (Bastei-Lübbe 2009, ISBN 978-3-404-15978-9)

- Die Hüter der Wolken (Hörbuch, gelesen von Tanja Geke, Lübbe Audio 2007, ISBN 978-3-7857-3440-7)

Für das Fantasy Kochbuch Die Köche: Die Speisekammer des Schlemmens (ISBN 978-3-943378-05-4) steuerte Falck den Schokoladen-Wolken-Kuchen bei.